# Individualizam
Individualizam (lat. individuus: nedjeljiv) predstavlja filozofski pravac koji pojedinca smatra najvećom vrijednošću u političkom, ekonomskom i moralnom smislu. Po individualistima, sve vrijednosti bi se trebale sagledavati kroz prizmu čovjeka. Korijeni individualizma nalaze se i u epikurejstvu, nominalizmu i protestantizmu, koji je stvorio podlogu kapitalizmu i liberalizmu. Nasuprot individualizmu stoji kolektivizam.